# Кевин Бру
Кевин Бру (на френски език: Kevin Bru) (роден на 12 декември 1988 в Париж) е маврицийски футбоист, играч на Динамо (Букурещ).

## Кариера
Понастоящем е футболист на Динамо (Букурещ). Висок е 184 см. Изявява се като офанзивен халф. Юноша на Рен. Записал е 2 мача за отбора, където е отдаван под наем в отбори от ниските дивизии на Франция. През сезон 2012-2013 играе за Истър, където е неизменен титуляр и вкарва 2 гола при победите над Тур (4:1), където се отчита и с асистенция и Аячо (2:0). До края на сезона записва още 3 асистенции при победите над Седан (1:0) и Гингам (2:0) и равенството с Нант (1:1). Изиграл е 4 мача на националния отбор на Франция до 19 години. Има 1 мач за националния отбор на Мавриций. През 2013 подписва договор за 3 години с Левски (София). На 23 ноември 2013 вкарва първия си гол за тима във вратата на Литекс след точен изстрел от 23 метра дистанция. Той бива изгонен от Левски поради некадърност.